# 山崎貴子
山崎貴子（やまざき 貴子，8月18日—）是日本女漫畫家。出生於北海道別海町。

## 經歷
- 於1985年得到第十屆白泉社雅典娜新人大賞的新人獎。
- 於1986年在LaLa DX發表處女作『インセクター☆シンドローム』
- 於1987年得到第十二屆白泉社雅典娜新人大賞處女作優秀作者獎。

以生動的角色和正面的故事受到好評。

代表作是『マリー・ブランシュに伝えて(公主的遺產)』、
『っポイ!(青春男孩)』等。
- 於2001年和編輯長間有些許爭執，從「LaLa」轉到了同公司的「MELODY」。

現在於小學館的「flowers」上有『13號鍊金石』的連載。

## 作品

### 漫畫
- 青春男孩、全30冊、原名
- 「ムシ」系列
  - 夢幻星球、原名
  - 公主的遺產、原名
  - 夢幻時空、原名
  - 夢幻星球2、原名
- 「若菜」系列
  - 櫻桃淑女1、原名
  - 櫻桃淑女2、原名
- 可視光線、全1冊
- Zero零世代、全11冊、原名
- 13號鍊金石、全6冊、原名
- -準備中。、全4冊

### 小說的插畫
- 自由時間は終わらない（阪本直子作）

## 外部連結
- （日語）やまざき貴子 オフィシャルブログ （页面存档备份，存于）
- （日語）月刊flowers （页面存档备份，存于）